# Gatteo
Gatteo är en ort och kommun i provinsen Forlì-Cesena i regionen Emilia-Romagna i Italien. Kommunen hade 9 132 invånare (2018).